# خورخه هوگو فرناندز
خورخه هوگو فرناندز (انگلیسی: Jorge Hugo Fernández؛ زادهٔ ۲۴ فوریهٔ ۱۹۴۲) بازیکن فوتبال اهل آرژانتین است.
از باشگاه‌هایی که در آن بازی کرده‌است می‌توان به باشگاه فوتبال ریور پلاته اشاره کرد.
وی همچنین در تیم ملی فوتبال آرژانتین بازی کرده‌است.